# Marosbogát község
Marosbogát község (románul: Comuna Bogata) község Maros megyében, Romániában. Központja Marosbogát, hozzá tartozik Ránta.

## Népessége
A 2011-es népszámlálás adatai alapján a község népessége 2018 fő volt.